# يو إف سي على إي إس بي إن: مورينو ضد إرسيغ
يو إف سي على إي إس بي إن: مورينو ضد إرسيغ (بالإنجليزية: UFC on ESPN: Moreno vs. Erceg) (المعروف أيضًا باسم يو إف سي على إي إس بي إن 64) هو حدث لفنون القتال المختلطة نظّمته يو إف سي، وأُقيم في 29 مارس 2025، على أرينا سي دي إم إكس في مدينة مكسيكو، المكسيك.

## الخلفية
سيمثل هذا الحدث الزيارة السابعة للترويج إلى مدينة مكسيكو والأولى منذ حدث يو إف سي ليلة القتال: مورينو ضد رويفال 2 في فبراير 2024.
من المقرر أن يُقام نزال في وزن الذبابة بين بطل يو إف سي لوزن الذبابة السابق مرتين براندون مورينو ومنافس اللقب السابق ستيف إرسيغ في الحدث.
انتشرت شائعات حول نزال في وزن الريشة بين بطل يو إف سي لوزن الريشة المؤقت السابق يائير رودريغيز ودييغو لوبيز، والذي سيكون الحدث الرئيسي للحدث، لكن لوبيز نفى لاحقًا حدوث النزال على الإطلاق.
كان من المقرر إقامة نزال في وزن الذبابة للسيدات بين ياسمين جوريقي وديون باربوسا في هذا الحدث. ومع ذلك، نظرًا لعدم رغبة جوريقي في مواجهة باربوسا، استبدلت باربوسا ببطلة بطولة القتال التراثية السابقة لوزن القشة للسيدات جوليا بولاستري في نزال بوزن القشة. في المقابل، انسحبت جوريجوي من المباراة بسبب الإصابة وحلت محلها بطلة بطولة القتال التراثية السابقة لوزن القشة لوبي جودينيز.
كان من المقرر إقامة نزال في الوزن الخفيف بين يواكيم سيلفا ورافا غارسيا في هذا الحدث. إلا أن سيلفا انسحب من النزال لأسباب غير معلنة وحل محله فينك بيتشل.
كان من المقرر إقامة نزال خفيف الوزن بين دانييل زيلهوبر وإلفز برينر في هذا الحدث. إلا أن برينر انسحب من النزال وحل محله بطل بطولة القتال التراثية للوزن الخفيف السابق أوستن هوبارد. بدوره، تم سحب زيلهوبر من القائمة بسبب الإصابة وحل محله ماركيل ميدروس.
كان من المقرر إقامة نزال في الوزن المتوسط بين بطل يو إف سي للوزن المتوسط المؤقت السابق (والذي فاز أيضًا بالمقاتل النهائي: نهائي فريق جونز ضد فريق سونين) كيلفن غاستلوم وجو بايفر في هذا الحدث. وعلى الرغم من مشاركة كلا الرجلين في النزال، تم إلغاء النزال في يوم الحدث بسبب مرض بايفر.
في عمليات الميزان، بلغ وزن رونالدو رودريغيز 127 رطلاً، أي ما يزيد بوزن رطل واحد عن الحد الأقصى المسموح به في وزن الذبابة بدون لقب. واستمر النزال على وزن غير محدد، وغُرِّم رودريغيز بنسبة 20% من مستحقاته، والتي ذهبت إلى خصمه كيفن بورخاس.

## بطاقة القتال
}}

## الجوائز الإضافية
حصل المقاتلون التاليون على مكافآت بقيمة 50 ألف دولار.
- قتال الليلة: لم تُمنح.
- أداء الليلة: مانويل توريس, إدغار تشايريز, ديفيد مارتينيز, وأتيبة غوتييه